# Barbus matthesi
Barbus matthesi är en fiskart som beskrevs av Max Poll och Gosse, 1963. Barbus matthesi ingår i släktet Barbus och familjen karpfiskar. IUCN kategoriserar arten globalt som livskraftig. Inga underarter finns listade.